# Pulmologija
Pulmologija (tudi pnevmologija) je veja medicine, ki se ukvarja s preučevanjem, preprečevanjem in zdravljenjem pljučnih bolezni in bolezni dihal.
Zdravnik-specialist, ki deluje na tem področju, se imenuje pulmolog.